# Земляков, Владимир Ермолаевич
Владимир Ермолаевич Земляков (род. 15 августа 1943, Херсон) — советский гребец, восьмикратный чемпион СССР (1961, 1964, 1966, 1969—1972) и двукратный призёр чемпионатов мира (1966, 1971) по гребле на байдарках. Мастер спорта СССР международного класса (1965). Заслуженный тренер Украинской ССР (1980).

## Биография
Родился 15 августа 1943 года в Херсоне. Начал заниматься греблей на байдарках в возрасте 14 лет в спортивном обществе «Динамо». В 1962–1965 годах выступал за ЦСК ВМФ, в дальнейшем представлял ДСО «Локомотив».
На протяжении 1960-х и начала 1970-х годов входил в число ведущих советских гребцов на байдарках, восемь раз становился чемпионом СССР в различных дисциплинах. В тот же период времени привлекался в состав сборной страны. В 1966 году на чемпионате мира в Берлине завоевал серебряную медаль в классе одиночек на дистанции 10 000 метров. В 1971 году на чемпионате мира в Белграде выиграл бронзовую награду в классе четвёрок на той же дистанции.
В 1970 году окончил Николаевский педагогический институт. После завершения спортивной карьеры занимался преподавательской и научной деятельностью в Херсонском техническом университете, где на протяжении многих лет был заведующим кафедрой физического воспитания. В 1981 году защитил диссертацию на соискание учёной степени кандидата педагогических наук, является автором научных работ, посвящённых теории и методике спортивных тренировок.